# NGC 6805
NGC 6805 (другие обозначения — PGC 63413, ESO 338-14, MCG -6-43-2) — эллиптическая галактика (E1) в созвездии Стрелец.
Этот объект входит в число перечисленных в оригинальной редакции «Нового общего каталога».
В галактике вспыхнула сверхновая SN 2008fl типа Ia, её пиковая видимая звездная величина составила 17,1.